# (1116) Catriona
(1116) Catriona ist ein Asteroid des Hauptgürtels, der am 2. September 1929 vom südafrikanischen Astronomen Cyril V. Jackson in Johannesburg entdeckt wurde.
Dem Namen des Asteroiden liegt ein schottischer weiblicher Vorname zugrunde und ist auch der Titel eines Romans von Robert Louis Stevenson.